# Colijn de Coter

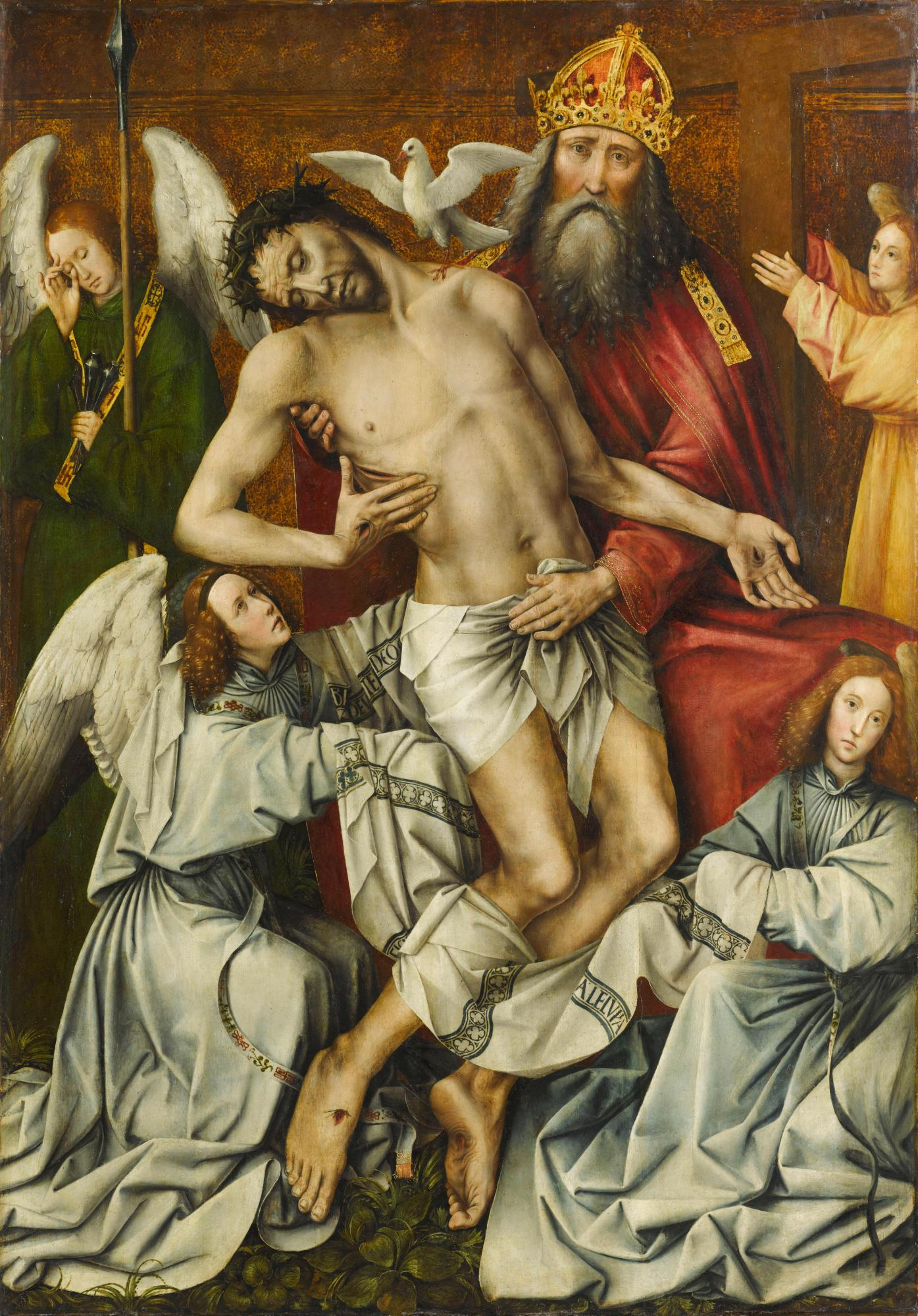
La Trinidad con Dios Padre sosteniendo el cuerpo de Cristo, óleo sobre tabla, 167 x 118 cm, París, Louvre.

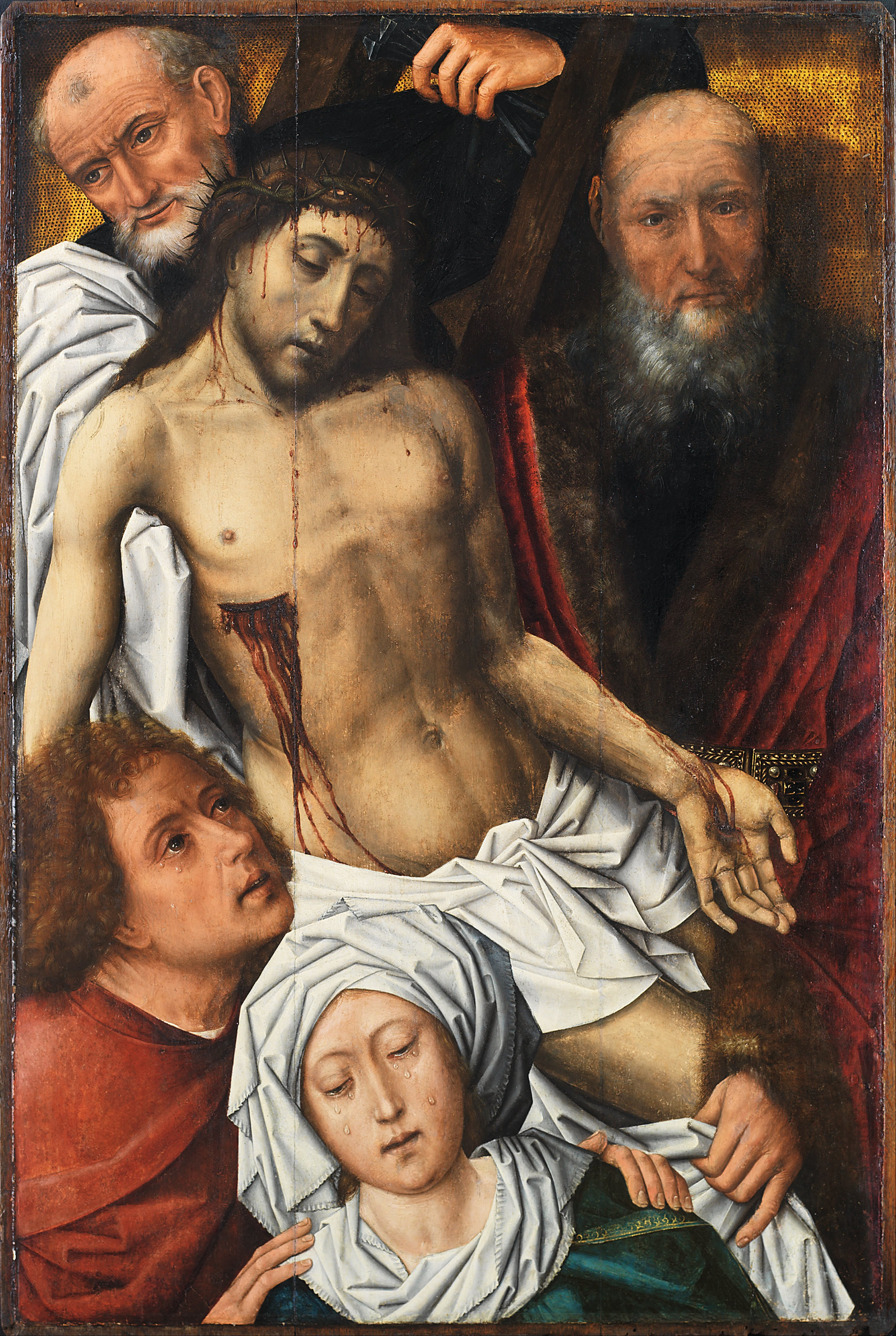
El descendimiento de la cruz, óleo sobre tabla, 98 x 65 cm, Bilbao, Museo de Bellas Artes de Bilbao.

Colijn o Colyn de Coter (Bruselas, c. 1450/1455-c. 1539) fue un pintor primitivo flamenco dedicado a la pintura de retablos.

## Biografía y obras
Aunque es poco lo que se conoce de su vida, se ha documentado su residencia en Bruselas en 1479, casado y ya titulado pintor, lo que ha servido como punto de partida para fijar la fecha aproximada de su nacimiento. Según los archivos de la Hermandad de san Eloy de Bruselas en la que se le documenta realizando diversas funciones, pudo mantenerse activo entre 1480 y 1538 o 1539 cuando los libros de cuentas de la Hermandad lo mencionan a propósito de los intereses de una casa, posiblemente ya fallecido. En 1483 o 1493 se le menciona como maestro libre en el gremio de San Lucas de Amberes, donde se le conoce como Colijn de Bruselas, ocupado en la pintura de una bóveda de la capilla que el gremio en la catedral.
El estilo de Colijn de Coter se ha fijado en torno a las  tres únicas pinturas firmadas que se han conservado: San Lucas pintando a la Virgen guardada en la iglesia parroquial de Vieure (Francia), la Trinidad del Louvre, panel central de un tríptico desmembrado firmado «Coliin de Coter pingit me in Brabantia Bruselle», y la Virgen coronada por ángeles, propiedad de una colección particular de Düsseldorf.
A partir de ellas se han atribuido al pintor un elevado número de obras en las que se manifiesta arcaico deudor de Robert Campin y Rogier van der Weyden, como se advierte en la Trinidad del Louvre, derivada de una composición original de Campin, en el San Jerónimo del Museo de Zaragoza, cuyo cabeza recuerda la de José de Arimatea en el Descendimiento de Van der Weyden del Museo del Prado, o en el atribuido Descendimiento del Museo de Bellas Artes de Bilbao, inspirado en esa misma tabla pintada por Van der Weyden para el gremio de los ballesteros de Lovaina.
El elevado número de obras que se ha puesto en relación con Coter ha hecho suponer que se encontrase al frente de un activo taller en el que pudo formarse Cornelis Engebrechtsz, pintor de Leiden.